# 波号第二百三十潜水艦
波号第二百三十潜水艦（はごうだいにひゃくさんじゅうせんすいかん）は、日本海軍の未成潜水艦。波二百一型潜水艦の1隻。戦後遭難し、のち解体された。

## 艦歴

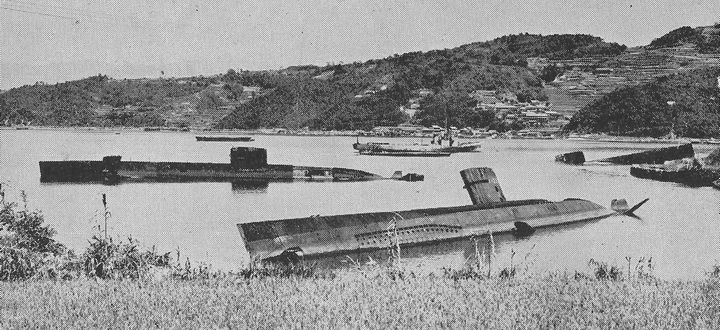
佐世保港内で着底した波二百一型潜水艦。左から順に波218、波229、波230。（1946年春頃、佐世保港）

マル戦計画の潜水艦小、第4911号艦型の30番艦、仮称艦名第4940号艦として計画。1945年7月3日、佐世保海軍工廠で起工。
8月5日、波号第二百三十潜水艦と命名。終戦時未成。17日、工事中止が発令され工程60%で工事中止。戦後になって船台から出されたが、のちに悪天候のため浸水し、佐世保港内で着底した。
1946年10月から12月にかけて、佐世保船舶工業で解体された。